# ホレス・グリーリー
ホレス・グリーリー（Horace Greeley、1811年2月3日-1872年11月29日）は、アメリカ合衆国でも有数の新聞社の編集者であり、自由共和党の創設者、社会改革者、政治家である。その「ニューヨーク・トリビューン」紙は1840年代から1870年代にアメリカで最も影響力ある新聞であり、「当時の最も偉大な編集者としてのグリーリーの評判を確立した。」グリーリーはその名声を使ってホイッグ党や共和党を助成し、また奴隷制廃止運動と多くの改革運動も提唱した。ユリシーズ・グラントの共和党政権が腐敗した時はその反対運動を行い、1872年アメリカ合衆国大統領選挙では新しい自由共和党の大統領候補になった。このとき民主党の支持も得たにも拘らず、大敗を喫した。グリーリーはアメリカ合衆国の主要政党大統領候補者の中で選挙戦中に死亡した唯一の者である。ニューヨーク州立大学ストーニブルック校の寮はグリーリーに因んで名付けられている。

## 初期の経歴
グリーリーは1811年2月3日に、ニューハンプシャー州アマーストで、貧しい農夫のザキアスとメアリー・グリーリー夫妻の息子として生まれた。フィリップス・エクセター・アカデミー（寄宿制中等教育学校）への奨学金は断り、14歳で学校を離れた。バーモント州ブルトニーのザ・ノーザン・スターで印刷工の徒弟修業を行い、1831年にニューヨーク市に移転した。1834年、他の雑誌からの切り抜きでほとんどが構成される週刊の「ニューヨーカー」誌を創刊した。
1836年、グリーリーは断続的な女性参政権論者だったメアリー・チェイニー・グリーリーと結婚した。妻と過ごす時間はできるだけ少なくし、ニューヨーク市にいるときは妻とよりも宿泊施設で眠ることを選んだ。夫妻の子供達7人のうちわずか2人だけが成人になった。

## 「ニューヨーク・トリビューン」

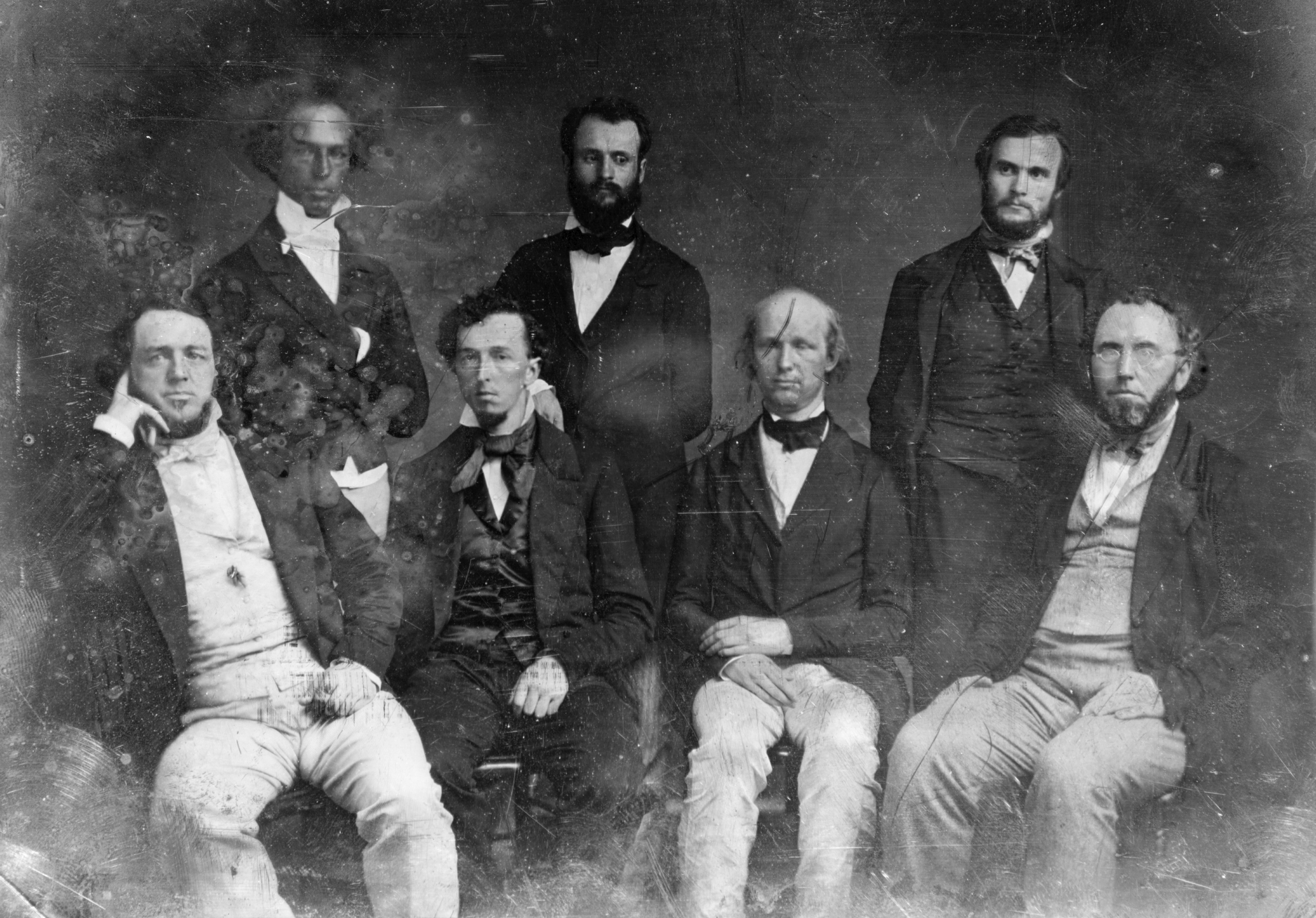
「ニューヨーク・トリビューン」の編集スタッフ。グリーリーは前列左から3番目。

### ホイッグ党
1838年、ホイッグ党の指導的政治家達がグリーリーを選んで大きな全国的運動用新聞「ジェファーソニアン」を編集させ、その発行部数は15,000部に達した。ホイッグ党の指導者ウィリアム・スワードがグリーリーを「その政治的見解や理論において、社会的慣習にどちらかと言えば無頓着で、非常に明晰であり、独創的で、また決然としている」と見出した。1840年、グリーリーは大きな全国的運動用新聞「ログ・キャビン」を編集し、その発行部数は全国で90,000部になり、ホイッグ党公認でウィリアム・ハリソンを大統領に当選させることになった。1841年、グリーリーはその新聞を「ニューヨーク・トリビューン」に合流させた。これは大都市でホイッグ党の新聞として成功した。その週刊版は国中で購読数が何万部にも達した。グリーリーは終生「トリビューン｣の編集者であり、それを自分の考えの全てを主張する踏み台として使った。歴史家のアラン・ネビンスは次のように説明している。
グリーリーはあらゆる種類の社会問題で急進的な姿勢を取ることに誇りを感じていた。その提案に従う読者は少なかった。ユートピアが彼を魅了した。アルバート・ブリスベーンに影響され、シャルル・フーリエの空想的社会主義を標榜した。1850年代初期には雑誌のヨーロッパ特派員としてカール・マルクス（およびフリードリヒ・エンゲルス）を採用した。グリーリーはホームステッド法を含め農業改革を提唱した。1848年には、デイビッド・S・ジャクソン議員の追放に伴う空席を埋めるためにホイッグ党員として第30アメリカ合衆国議会議員に選ばれ、1848年12月4日から1849年3月3日まで務めた。
グリーリーは開拓者達に対してリベラルな政策を支持した。1865年7月13日の論説で、「西部に行け若者よ、西部に行ってこの国と共に成長せよ」と有名な訴えを行った。この文句は元々、ジョン・スーレによって1851年に「テレホート・イクスプレス」に書かれたと主張する者がいるが、グリーリーのものだとするものの方が多い。歴史家のウォルター・A・マクドーガルはアイオワ州のグリネル・カレッジの創設者ジョサイア・グリネルの言葉、「私がグリーリーの初めて言った若者であり、私は行った」を引用している。これは1925年の映画「ゴー・ウェスト」でも取り上げられた。
グリーリーは働く者の擁護者として、あらゆる種類の独占企業を攻撃し、鉄道会社への土地特許を否定した。産業はあらゆる者を裕福にするかもしれないとしたが、高い関税を推奨した。菜食主義者を支持し、飲酒に反対し、誰かの唱えるどの「主義」にも真剣に注意を払った。「トリビューン｣がこのように成功したのは、素晴らしい記者によって大変うまく書かれた広範なニューズの解説とともに、洗練された著者による特集記事があった。グリーリーはニューズの価値や報告の質について優れた判断者だった。
ホイッグ党の政策や候補者を説明するグリーリーの論説やニューズ報告は増刷され国中で議論された。多くの小さな新聞は「トリビューン｣の報告や論説に強く頼っていた。グリーリーは議員を3ヶ月務めたが、選挙で選ばれる他の職務では多く落選した。

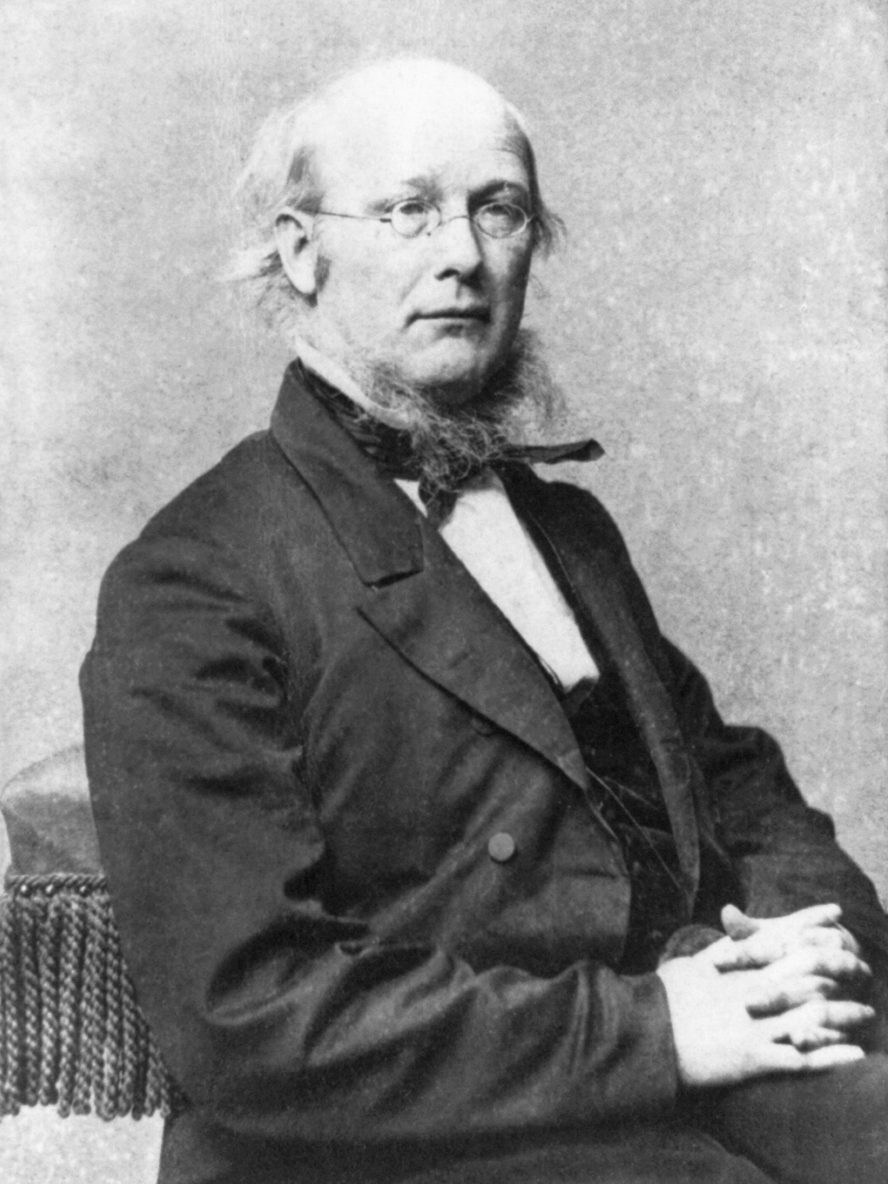
ホレス・グリーリー

### 共和党
1854年に共和党が新しく結成された時、グリーリーは「トリビューン｣を非公式全国機関とし、多くのページを割いて奴隷制の拡大と奴隷権力と戦った。南北戦争の前夜、全国の購読数は30万部に達した。1860年アメリカ合衆国大統領選挙では、共和党の大統領候補指名争いでミズーリ州の元ホイッグ党員エドワード・ベイツを支持し、このことで古き理解者でありもう一人の候補者スワードとの結び付きが弱まった。
グリーリーは、「トリビューン｣を奴隷権力、すなわち奴隷所有者達によって連邦政府を支配し自由の推進を阻害する陰謀と考えられるものに反対する指導的新聞にした。1861年の脱退の危機のとき、アメリカ連合国に対して強硬路線を採った。理論的には南部が独立を宣言できると同意したが、実際には「権力を掴もうとする陰謀を抱いた暴力的で、恥知らずでやけくその少数者」がおり、脱退は連邦の権力で潰さなければならない違法な陰謀であると言った。グリーリーは、戦争の間急進的共和党の立場に立ち、リンカーンの中庸には反対した。1862年夏、「2千万人の祈り」と題する論説を書き、南軍に対するより積極的な攻撃と迅速な奴隷解放を要求した。1ヵ月後のリンカーンによる奴隷解放宣言には歓呼で答えた。
1860年以後、グリーリーは次第に「トリビューン｣の運営における支配力を失い、論説を書く回数も減っていたが、1864年にリンカーンの再選の可能性に付いて敗北主義を表明し、その論説が増刷されたときは国中に反響が起こった。奇妙なことに1863年から1864年は休戦政策も追求しており、コパーヘッド（北部の休戦論者）との論争に巻き込まれ、アメリカ連合国との妥協の可能性を開いた。リンカーンは愕然としたが、南軍が拒否するだろうことをしりながら、グリーリーを休戦調停員に指名して出し抜いた。

## レコンストラクション
レコンストラクション時代、グリーリーは一貫性の無い道を歩み、ほとんど急進派共和党を支持し、1865年から1866年にはアンドリュー・ジョンソン大統領に反対した。1867年のジェファーソン・デイヴィスの保釈について自ら保証人に立ったことは昔からの読者の多くを驚かせ、その半数は購読を中止した。

### 1872年の選挙
1868年の大統領選挙ではユリシーズ・グラントを支持したが、その後グラントおよび急進派共和党と訣別した。グラントの再選に反対し、1872年には自由共和党に参加した。全ての人を驚かせたのは、この新しい政党がグリーリーを大統領候補に指名したことであり、さらに驚かせたことに、グリーリーが何十年も非難し続けた民主党からも公認候補になった。
候補者としてのグリーリーは、戦争は終わった、南軍は破壊された、奴隷制は死んだと主張し、さらにレコンストラクションは成功であり、連邦軍を南部から引き上げて南部の人々に自分達のことは自分で決めさせる時が来たと主張した。グリーリーの選挙運動は弱く、共和党員からは愚か者、過激主義者、変節者、信用できない狂人と情け容赦無く冷笑された。最も悪意のある攻撃は「ハーパーズウィークリー」に載ったトマス・ナストの風刺画だった。グリーリーは結局グラントの後塵を拝し、一般投票での得票率43%に留まった。
この惨敗は1872年にグリーリーが受けた不運の一つに過ぎなかった。グリーリーは、フィリップ・アーノルドによる有名なダイアモンドと宝石詐欺で騙された知名度の高い幾人かの投資家の中にその名があった。一方、グリーリーがその政歴を追求する中で、「ニューヨーク・ヘラルド｣紙のオーナー、ホワイトロー・リードが「トリビューン｣を乗っ取った。

### 死
一般選挙が終わって間もなく、グリーリーの妻が死んだ。グリーリーも狂気に陥り、選挙人投票が行われる前に死んだ。その死に際で、リードのことを指して「えい、畜生、お前が私の新聞を盗んだ」と叫んだと言われている。グリーリーは1872年11月29日金曜日午後6時50分に、ニューヨーク州プレザントビルのジョージ・C・S・チョート医師の私設病院で死んだ。グリーリーは選挙人票を得ることはなく、グリーリーに投票するはずだった票は他の者に分散された。しかし、ジョージア州の選挙人票はグリーリーに敬意を表して白票だった（他の資料によるとグリーリーは死後票として3票を受けたが、それらは連邦議会によって無効とされた）。
グリーリーは質素な葬儀を要求していたが、その娘達がそれを無視し、盛大な葬儀を手配した。グリーリーはニューヨーク市のグリーンウッド墓地に埋葬されている。

## 遺産と文化的引用

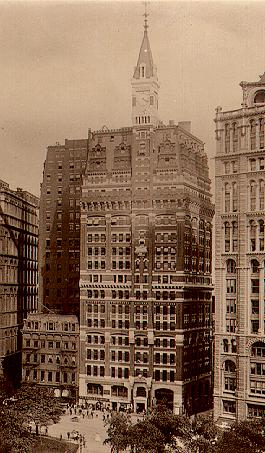
1906年の「ニューヨーク・トリビューン」ビル

- ニューヨーク州チャッパクァにあるグリーリーの家は現在ニューキャッスル歴史協会の本部とされている。地元の高校はグリーリーの名前を冠しており、この高校の新聞の一つはグリーリーが所有した19世紀の新聞に敬意を表してその名前を付けている。
- 「ニューヨーク・トリビューン」ビルはペイス大学の最初の本部だった。今日、そのビルが建っていた所はペイス大学ニューヨーク市キャンパスのワン・ペイス・プラザ複合ビルとなっている。ホレス・グリーリーが死んだチョート医師の住居と私設病院はプレザントビルにあるペイス大学のキャンパスの一部となっている。
- ニューヨーク市にあるコロンビア・ジャーナリズム学校のロビーにはグリーリーの浅浮き彫りが飾られている。
- ナチスの経済学者ヒャルマル・シャハトのフルネームはヒャルマル・ホレス・グリーリー・シャハトである。シャハトはアドルフ・ヒトラーの「財政の魔術師」で、ワイマール共和国と第三帝国時代のドイツ国立銀行総裁であり、後にニュルンベルクでの国際戦犯裁判の被告（無罪）となった。
- 幾つかの場所がグリーリーに因んで名付けられた。例えば、ペンシルベニア州グリーリー町、コロラド州グリーリー市、テキサス州グリーリー、カンザス州グリーリー郡（ホレスという町があり、郡庁所在地はトリビューン）およびネブラスカ州グリーリー郡（やはりホレスという町がある）などである。

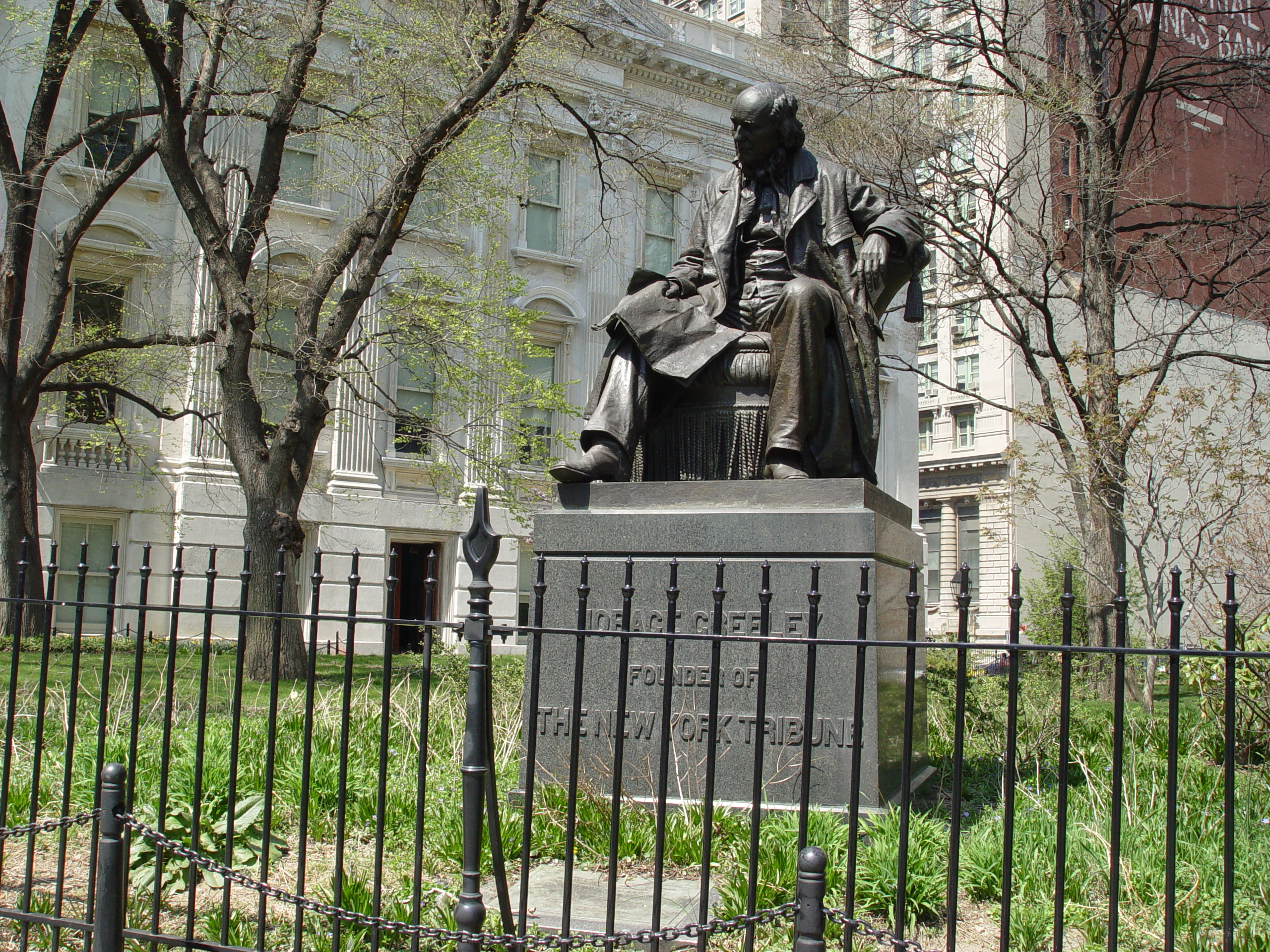
グリーリーの坐像

- マンハッタンのヘラルド・スクェアには、ホレス・グリーリー広場という小さな公園があり、グリーリーの坐像が置かれている。この公園は元「ニューヨーク・ヘラルド」ビルがあった場所に隣接している。
- シティホール公園にもグリーリーの坐像が置かれている。
- ニューヨーク州ウェストチェスターのホレス・グリーリー高校はグリーリーに因んで名付けられた。
- ニューハンプシャー州ナシュアのグリーリー公園はグリーリーに因んで名付けられた。
- スタテンアイランドのグラントシティにあるグリーリー・アベニューはグリーリーに因んで名付けられた。
- ホレス・グリーリー山はミシガン州キュウイーノー半島にある最高峰のひとつである。
- ホレス・グリーリーは2002年の映画「ニューヨークのギャング」で「トリビューン｣の発行人として登場する。
- ホレス・グリーリーは、アンドリュー・ジャクソン大統領を、「ウースター対ジョージア州事件」の合衆国最高裁判所判決の後、「ジョン・マーシャルが『さあ彼にそれを執行させよう』という判決をくだした」と言った者と引用したが、これは誤りだった。
- グリーリーは「ニューズ｣という言葉を複数形にした者と考えられており、そのスタッフに「何かニューズは無いかい？」と聞いて正すのが常だったと言われている。かって、トリビューンの記者に「「そちらにニューズは有るかい？」“ARE THERE ANY NEWS?”と電報を打つと、記者は電報で「新しいものは無い」"NOT A NEW."と返した。
- オルタナティブ・ミュージックのバンド「グリーリー・エステート」には「西部に行け、若者よ」と題する歌がある。

### 一次史料
- An Address on Success in Business (1867)
- Greeley, Horace. The American Conflict: A History of the Great Rebellion in the United States of America, 1860-64 Vol. I (1864) Vol. II (1866)
- Greeley, Horace. Recollections of a Busy Life (1868)
- Greeley, Horace. Essays Designed to Elucidate The Science of Political Economy, While Serving To Explain and Defend The Policy of Protection to Home Industry, As a System of National Cooperation For True Elevation of Labor, Boston: Fields, Osgood a Co., 1870

### 二次史料
- Cross, Coy F., II.  Go West Young Man! Horace Greeley's Vision for America. U. of  Mexico Press, 1995. 165 pp.  online edition
- Downey, Matthew T.  "Horace Greeley and the Politicians: The Liberal Republican Convention in 1872," The Journal of American History, Vol. 53, No. 4. (Mar., 1967), pp. 727-750. in JSTOR
- Durante, Dianne, Outdoor Monuments of Manhattan: A Historical Guide (New York University Press, 2007): discussion of Greeley and the 2 memorials to him in New York.
- Lunde, Erik S.  Horace Greeley (Twayne's United States Authors Series, no. 413.)  Twayne, 1981. 138 pp.
- Lunde, Erik S. "The Ambiguity of the National Idea: the Presidential Campaign of 1872" Canadian Review of Studies in Nationalism 1978 5(1): 1-23. ISSN 0317-7904
- McDougall, Walter A. Throes of Democracy: The American Civil War Era, 1829-1877 (Harper Collins, 2008)
- Nevins, Allan. "Horace Greeley" in Dictionary of American Biography (1931).
- Parrington, Vernon L. Main Currents in American Thought (1927), II, pp. 247-57. online edition
- Robbins, Roy M., "Horace Greeley: Land Reform and Unemployment, 1837-1862," Agricultural History, VII, 18 (January, 1933).
- Rourke, Constance Mayfield ; Trumpets of Jubilee: Henry Ward Beecher, Harriet Beecher Stowe, Lyman Beecher, Horace Greeley, P.T. Barnum (1927). online edition
- Schulze, Suzanne.  Horace Greeley: A Bio-Bibliography. Greenwood, 1992. 240 pp.
- Seitz, Don C. Horace Greeley: Founder of the New York Tribune (1926) online edition
- Van Deusen, Glyndon G. Horace Greeley, Nineteenth-Century Crusader (1953), standard biography online edition
- Weisberger, Bernard A. "Horace Greeley: Reformer as Republican" . Civil War History 1977 23(1): 5-25. ISSN 0009-8078
- Robert C. Williams.  Horace Greeley: Champion of American Freedom (2006)
- Lauren Keach Lessing (2006). Presiding Divinities: Ideal Sculpture in Nineteenth-Century American Domestic Interiors. Ph.D. dissertation: Indiana University